# Elecciones parlamentarias de Letonia de 2014
Las elecciones parlamentarias de Letonia se celebraron el 4 de octubre de 2014. Las anteriores elecciones estuvieron aguantadas en 2011, pero según la constitución del país, el plazo parlamentario estuvo reducido a único tres años que siguen elecciones tempranas (las 2011 elecciones tuvieron lugar un año después de las 2010 elecciones).

## Campaña
El 27 de diciembre de 2013, el Partido de Reforma anunció un pacto electoral con Unidad como socio de la coalición de gobierno, con Reforma más prominente candidatos de Partido que corren bajo la campaña de Unidad. El 16 de julio de 2014 los Trabajadores Democráticos Sociales letones' el partido firmó un pacto de cooperación con la Asociación letona de Regiones para correr bajo el LAR campaña.
El partido principal de la alianza de Centro de la Armonía, el Partido Democrático Social "Harmony" disputó las elecciones con una lista separada, whilst miembros de alianza amiga el Partido Socialista letón anunció el 20 de julio de 2014 que no disputarían la elección.

## Resultados
| Partido                                | Votos     | %     | Asientos | +/–   |
| -------------------------------------- | --------- | ----- | -------- | ----- |
| Partido Social Demócrata "Armonia"     | 209,887   | 23.00 | 24       | –7    |
| Unidad                                 | 199,535   | 21.87 | 23       | +3    |
| Unión de Verdes y Agricultores         | 178,210   | 19.53 | 21       | +8    |
| Alianza Nacional                       | 151,567   | 16.61 | 17       | +3    |
| Para Letonia del Corazón               | 62,521    | 6.85  | 7        | Nuevo |
| Asociación Letona de Regiones          | 60,812    | 6.66  | 8        | Nuevo |
| Unión Rusa Letona                      | 14,390    | 1.58  | 0        | 0     |
| Unido para Letonia                     | 10,788    | 1.18  | 0        | Nuevo |
| Desarrollo Letón                       | 8,156     | 0.89  | 0        | Nuevo |
| Nuevo Partido Conservador              | 6,389     | 0.70  | 0        | Nuevo |
| Libertad. Libre de Miedo, Odio y Rabia | 1,735     | 0.19  | 0        | 0     |
| Crecimiento                            | 1,515     | 0.17  | 0        | Nuevo |
| Soberanía                              | 1,033     | 0.11  | 0        | Nuevo |
| Votos nulos/en blanco                  | 6,953     | –     | –        | –     |
| Total                                  | 913,491   | 100   | 100      | 0     |
| Votantes registrados/participación     | 1,552,235 | 58.85 | –        | –     |
| Fuente: CVK                            |           |       |          |       |

## Consecuencias
Siguiendo las elecciones, un centro-gobierno de coalición correcta estuvo formado por Unidad, la Unión de Verdes y Labradores y la Alianza Nacional. Aun así, el gobierno dimitió el 7 de diciembre de 2015.